# Военно-морские силы Франции

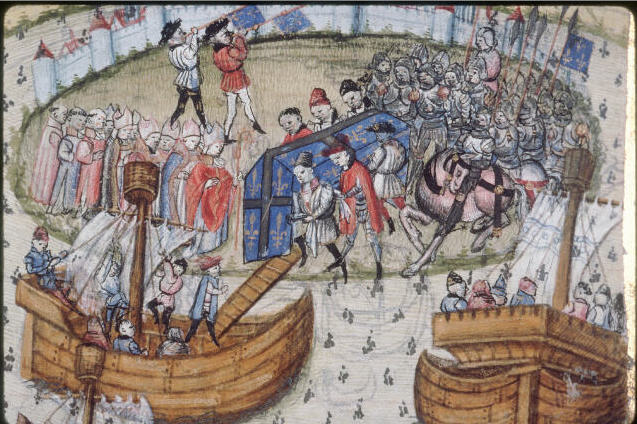
Отправление войска Людовика IX в Тунис (1270). Миниатюра из «Больших французских хроник», XV в.

Национальные военно-морские силы Франции (фр. Marine Nationale) — один из видов вооружённых сил Французской Республики.
Состоят из органов управления (главное командование), надводных сил, подводных сил, воздушных сил (военно-морской авиации) и сведённых в единый компонент морской пехоты и подразделений специального назначения.

## История

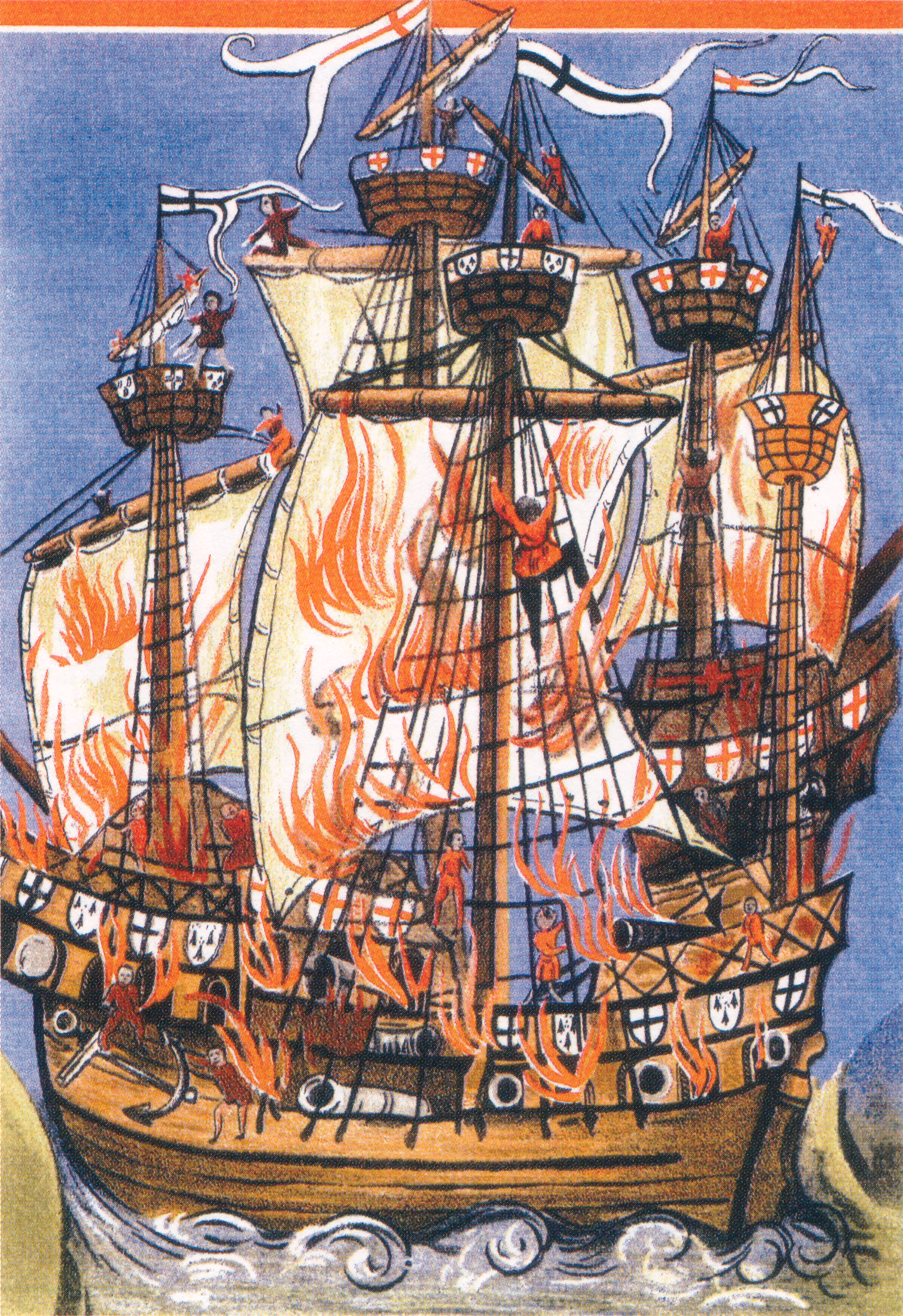
Боевая каракка герцогини Анны Бретонской «Мари ла Кордельер» в сражении у мыса Св. Матфея (1512). Илл. из поэмы Жермена де Бри «Сожжение судна „Кордельера“»

Французский флот (фр. La Marine Française) в истории известен не менее, чем британский. В отличие от последнего, он никогда не носил названия «королевский». Тем не менее, его прозвание La Royale намекает на связь с королевской властью, но хотя исторически французская монархия и военный флот действительно были тесно связаны, происхождение этого прозвища точно неизвестно. Согласно одной версии, оно является метонимом от рю Рояль (Rue Royale), точно так же, как Елисейский дворец или Матиньон. Согласно другой, оно напоминает, что во французском флоте издавна служило много аристократов. Так, даже в 1936 году свыше 90 % офицерского состава ВМС Франции носили фамилии с приставкой «де».
Фактически военный флот существовал во Франции, по крайней мере, с XIII века, когда его корабли использовались для доставки крестоносцев в Палестину, Египет и Тунис. Если в конце XI — начале XIII века Капетинги предпочитали нанимать для этих целей суда Генуи, Венеции и Пизы, начиная с эпохи Людовика IX Святого, наряду с ними, для перевозок применяются уже корабли национальной постройки. В морском договоре, заключённом этим королём в 1268 году с Венецией с целью поставки судов для будущего Восьмого крестового похода (1270), приводятся размеры некоторых судов, в частности крупного нефа «Рокфор» (Roccafortis), имевшего длину 49,5 м, ширину 14,31 м, возможно, заказанного в Генуе, но оснащённого во Франции, команда которого насчитывала 110 моряков, а сам он поднимал на борт до 800 человек и 50 лошадей.
В июне 1340 года, во время Столетней войны, французский флот принял участие в морском сражении с англичанами при Слёйсе. По данным хрониста Жана Фруассара, он состоял из почти 200 кораблей, крупнейшим из которых был трофейный неф «Кристофль», поднимавший до тысячи человек. Другие крупные корабли, «Святой Георгий» и «Святая Екатерина», принадлежавшие королю Филиппу VI, «Святой Юлиан» мастера Николя Ас Куллё из Лёра и «Святой Иоанн» мастера Гильома Лефевра из Арфлёра, вмещали по 150—200 чел. с полным вооружением. Остальные суда были значительно меньшими, так, неф «Успение Богоматери», принадлежавший мастеру корабельных дел Жильберу Полену из Руана, вмещал всего лишь 80 моряков и солдат, остальные корабли поднимали ещё меньше.
В 1402—1405 годах вышедшая из Ла-Рошели экспедиция нормандского дворянина Жана де Бетанкура заново открыла, а затем частично колонизировала Канарские острова.
Во второй половине XV века в военном кораблестроении Франции задавали тон опытные корабелы Бретонского герцогства. Так, в 1460 году там построена была крупная торговая каракка «Пьер из Ля Рошели» (фр. Pierre de la Rochelle), имевшая длину свыше 50 м, ширину 12 м и водоизмещение около 800 тонн. Конфискованная в 1462 году властями Гданьска и переименованная в «Петра Данцигского», она успешно использовалась местным пиратом Паулем Бенеке в качестве каперского судна. В 1498 году для герцогини Анны в Бресте построена была боевая каракка «Мари ла Кордельер», имевшая длину 40 м, ширину 15 м, водоизмещение около 600 т, нёсшая на себе около 200 орудий, не более дюжины из которых были крупными. Супруг Анны король Людовик XII (1498—1515) имел в своём распоряжении ещё более крупные каракки, не уступавшие знаменитым британским «Грейт Гарри» и «Мэри Роуз», мощнейшей из которых являлась «Ле Шарант», имевшая 200 орудий, из которых, однако, только 14 были крупными. Построенная около 1500 года в Бресте по проекту мастера Дешаржа, каракка «Ле Шарант» имела специальные пушечные порты — впервые в истории мирового кораблестроения.
В 1534 году по поручению короля Франциска I (1515—1547) французский мореплаватель Жак Картье совершил успешное плавание в Канаду, закрепив за Францией значительные территории в Северной Америке. В 1545 году французский флот сыграл определяющую роль в захвате армией Франциска I острова Уайт.
Однако наибольшего развития и славы французский флот достиг в XVII веке. Фактическим «основателем» военного парусного флота во Франции по праву можно считать кардинала Ришельё, подлинного правителя государства при короле Людовике XIII.

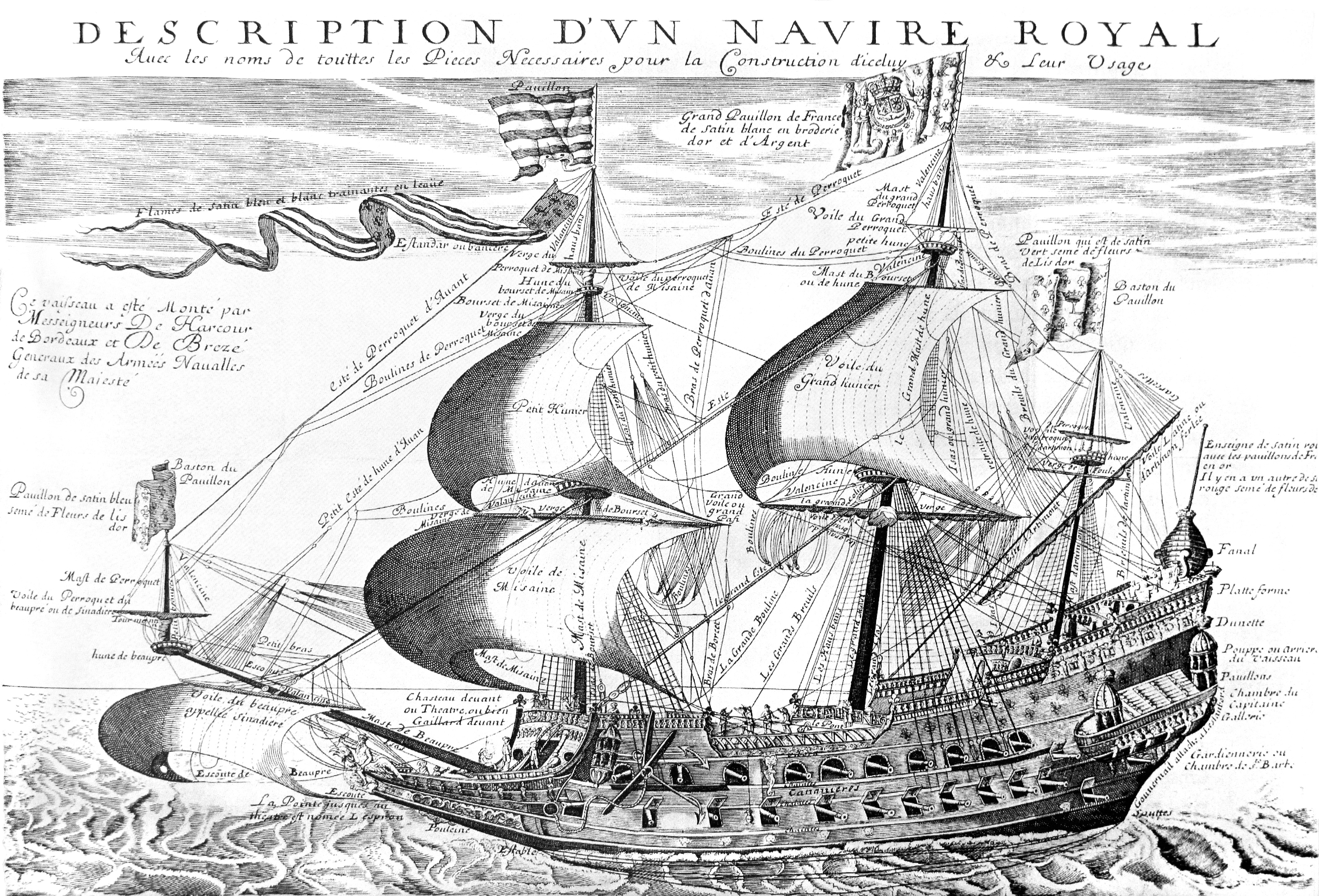
Линейный корабль «Корона». Рис. из «Гидрографии» Жоржа Фурнье, бывшего на этом паруснике капелланом (1643)

При Ришельё был взят курс на укрепление военно-морской мощи Франции, необходимой для соперничества с Англией, приобретения колоний и борьбы с гугенотами. В этом французское правительство убедила тяжёлая осада Ла-Рошели в 1628 году, гугенотский гарнизон которой беспрепятственно снабжался по морю англичанами. По инициативе просвещённого кардинала в королевстве создавались военно-морские училища, строились новые верфи и торговые порты.
Построенный в 1636 году линейный корабль «Корона» (La Couronne) — являлся своеобразным «французским ответом» на сильнейшие и красивейшие английские корабли того времени — 55-пушечный «Prince Royal» (1610) и 100-пушечный «Sovereign of the Seas» («Властелин морей», 1634), спроектированные знаменитым кораблестроителем Финеасом Петтом. В разработке вооружения и убранства «La Couronne», спроектированного мастером Шарлем Морье из Дьепа, принимал личное участие кардинал Ришельё. Современные специалисты в области кораблестроения считают этот 70-пушечный 2000-тонный корабль красивейшим судном истёкшего тысячелетия.
При преемниках Людовика XIII и Ришельё — кардинале Мазарини и короле Людовике XIV — французские военно-морские силы значительно усилились. Во многом этому способствовали колониальные приобретения Франции и англо-голландские войны на море, несколько истощившие силы «потенциальных противников» страны. Во второй половине XVII века проявили себя такие выдающиеся французские адмиралы, как Авраам Дюкен, Анн де Турвиль и Жан д’Эстре.

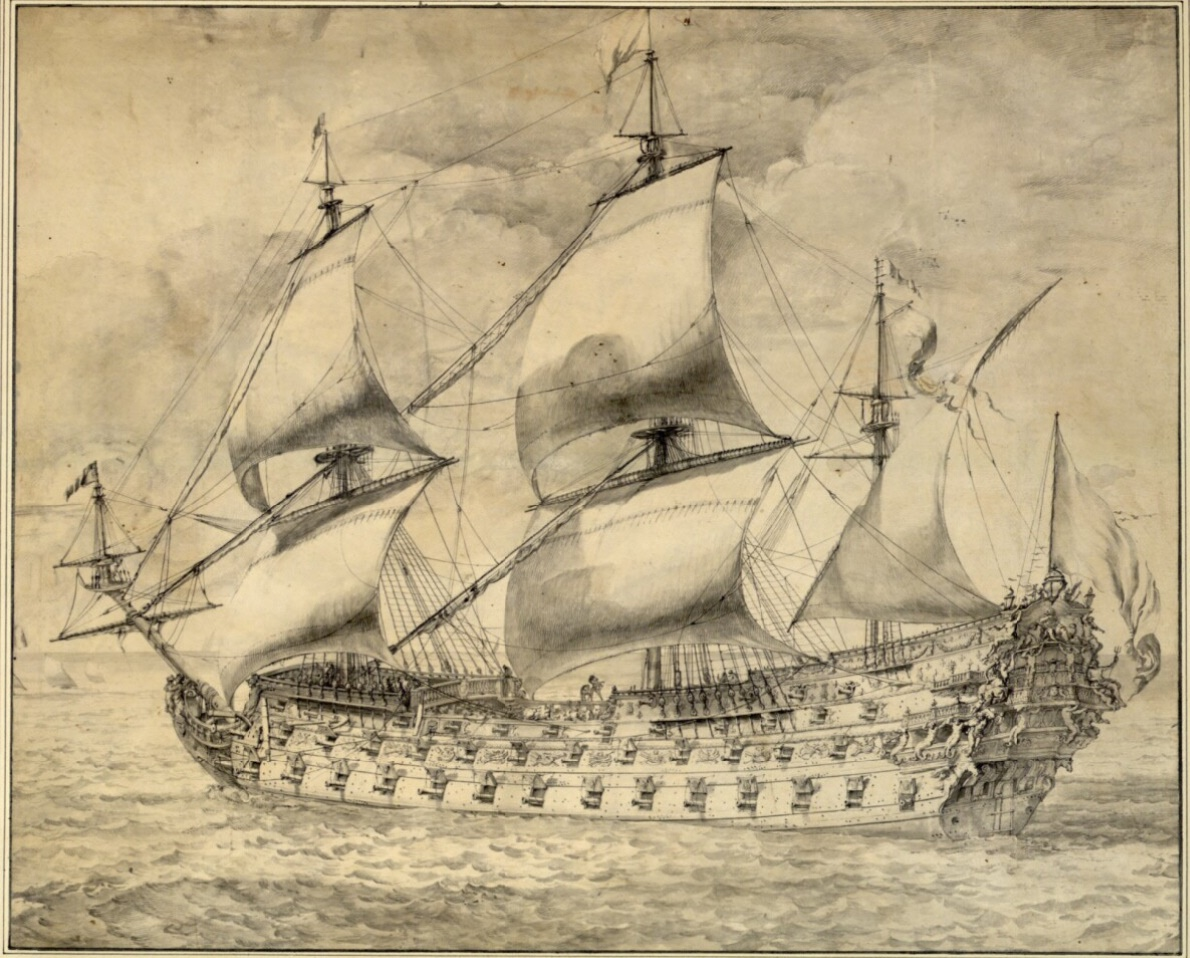
Линейный корабль «Ле Рояль Луи» (1668). Рис. художника и скульптора Пьера Пюже, служившего мастером по украшению кораблей в Тулоне

Воссозданию военно-морской мощи королевства уделял немалое внимание министр финансов и канцлер Жан-Батист Кольбер. В 1668 году, когда он назначен был смотрителем флота, тот снова находился в упадке, однако спустя пять лет уже состоял из 60 линейных кораблей, в том числе 110, 120 и 130-пушечных, а также 40 фрегатов, в 1681 году же в строю насчитывалось всего 198 боевых судов, на которых служило 170 тыс. офицеров и матросов. Чтобы обеспечить флот личным составом, Кольбер ввёл закон о «морской записи» (фр. inscription Maritime), по которому всё береговое население страны, занимавшееся морскими промыслами, обязывалось служить на флоте в обмен на различные привилегии и пенсионные права. Создавалась морская школа, в которой обучалось 200 гардемаринов, и специальная школа для подготовки комендоров. Главные морские базы, Тулон и Брест, подверглись масштабной реконструкции, также создавались две новые: в Рошфоре и в Сете. Значительно перестроены были порты Дьеппа, Сен-Мало, Кале, Дюнкерка и Гавра.

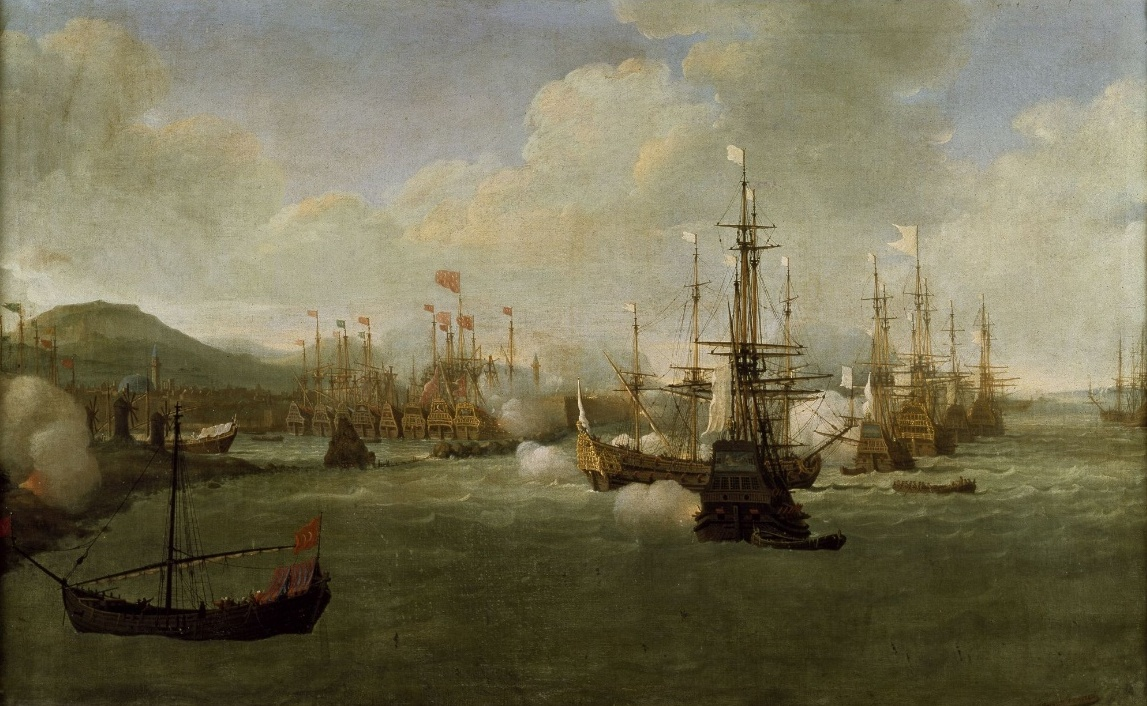
Блокада и бомбардировка острова Хиос эскадрой Авраама Дюкена (1681). Худ. Ян Карел ван Беек (1684)

Французские линейные корабли этого времени были больше английских по водоизмещению и сильнее по артиллерии. К числу крупнейших линейных кораблей, выстроенных в это время, относятся 80-пушечный «Город Париж» (фр. Ville de Paris), 100-пушечные «Король Солнце» (фр. Solei Royal) и «Ле Рояль Луи» (фр. Le Royal Louis) — каждый водоизмещением около 2000 т.

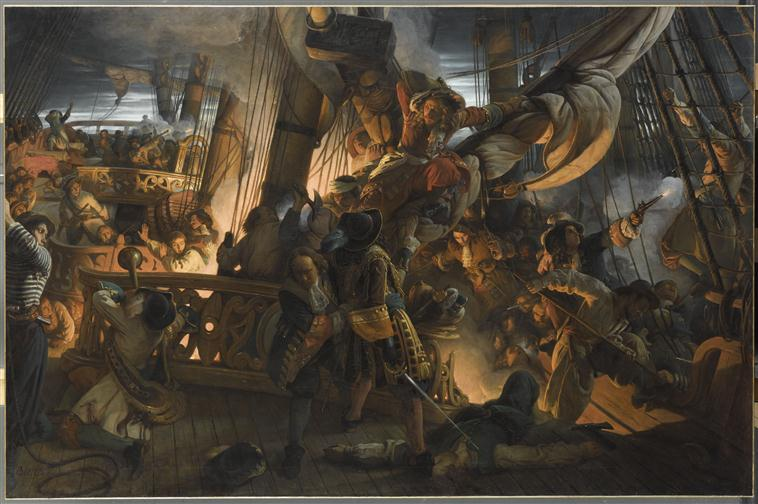
Взятие на абордаж голландского флагмана Жаном Баром у Текселя 29 июня 1694 года. Худ. Франсуа-Огюст Биар (1843)

В 1669 году французский флот принимает участие в неудачной операции по снятию турецкой осады венецианской крепости Кандии на острове Крит, а в 1672—1678 гг. — во франко-голландской войне. В 1676 году в битве при Стромболи и в 1677 году близ Агосты (Сицилия) выдающийся французский флотоводец Авраам Дюкен наносит поражения голландскому флоту под командованием знаменитого адмирала де Рюйтера, а в 1683 году он же после разрушительной бомбардировки захватывает Алжир, где освобождает несколько сотен французских пленников.

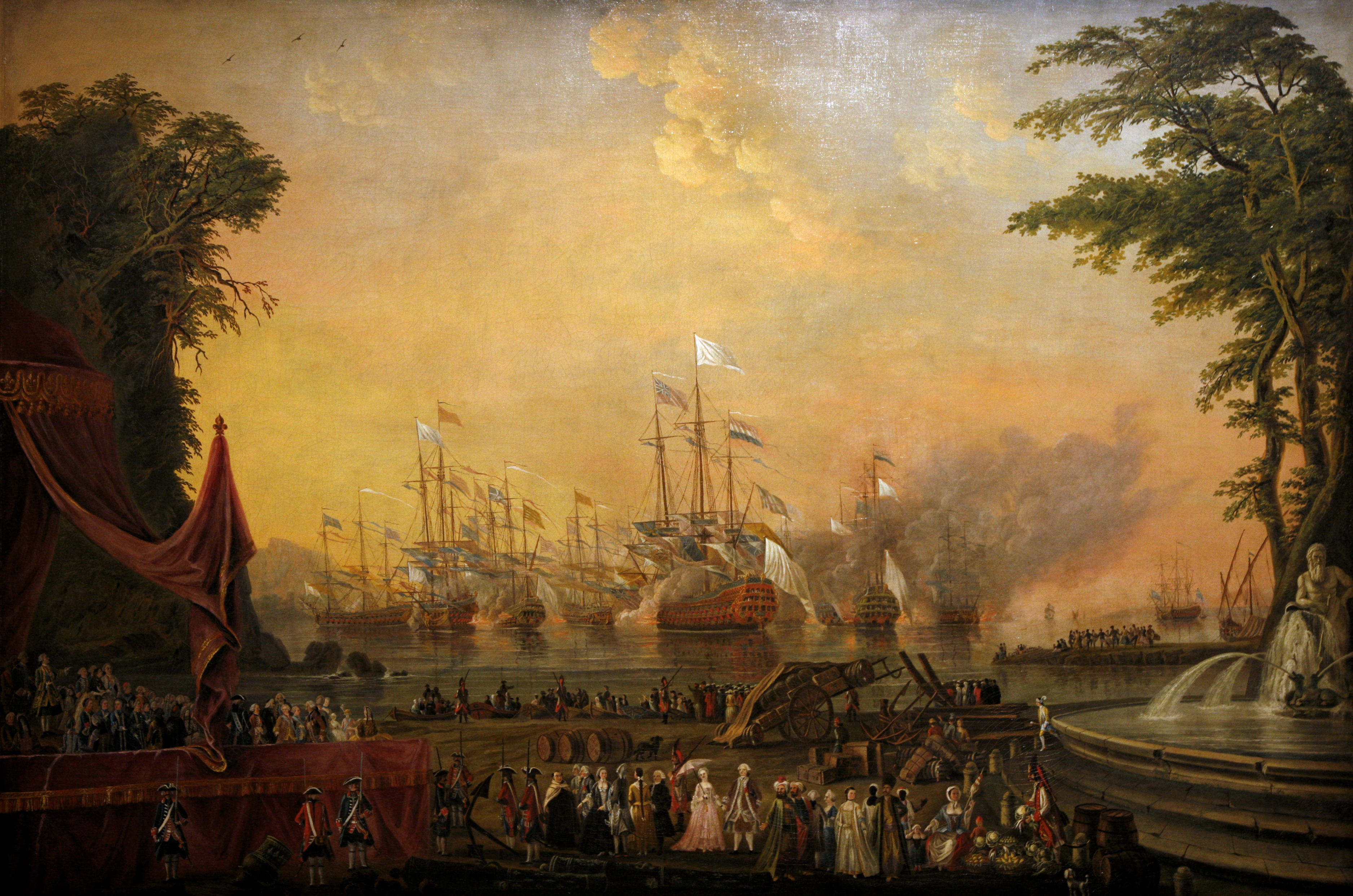
Военные учения в гавани Тулона в 1777 году. Худ. Сен-Жозеф

В 1686 и 1688 годах французские линейные корабли предпринимали успешные бомбардировки алжирского побережья в рамках борьбы с варварийскими пиратами.
В первой половине XVIII века французский флот испытывал определённый упадок, значительно уступая британскому флоту, хотя борьба за господство на море, в том числе в отдалённых уголках мира, продолжалась. Французы всё чаще прибегали к набеговой тактике и приватирству. В это время наряду с адмиралами выдвинулись такие известные корсары, как уроженец Дюнкерка Жан Бар (1651—1702) и уроженец Сен-Мало Рене Дюге-Труэн (1673—1736).

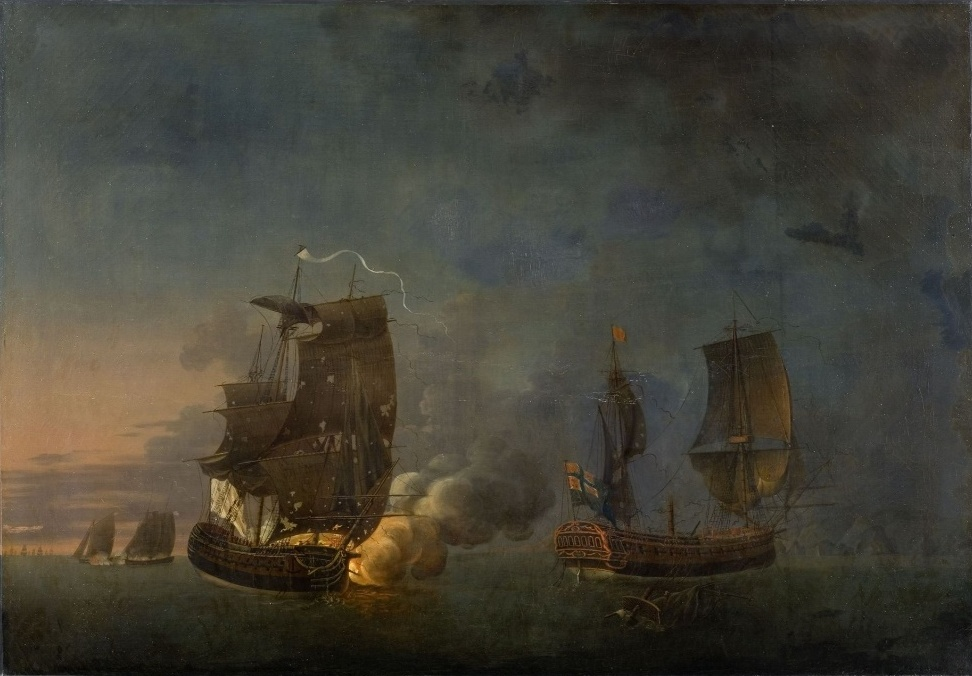
Бой фрегата «Прелестная курочка» с английским фрегатом «Аретуза». Худ. Огюст-Луи Россель де Керси (1789)

Вместе с тем, флот успешно использовался французами в ходе Семилетней войны
, так, в 1759 году в сражении с англичанами при Кадисе отличился 120-пушечный линейный корабль «Океан», модель которого украшает ныне Национальный морской музей в Париже.

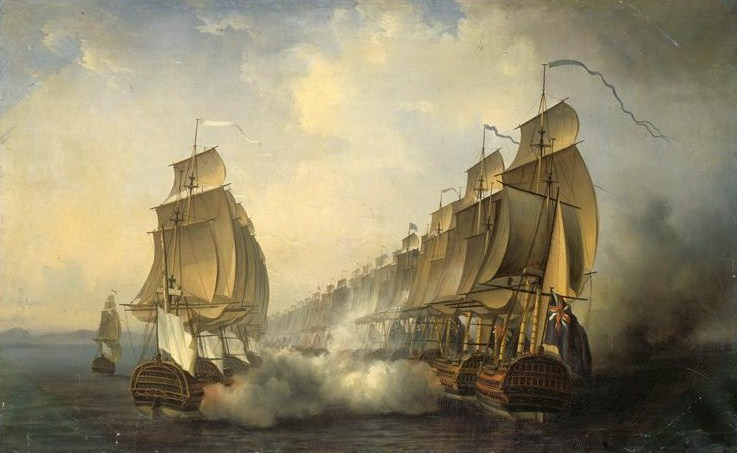
Битва у Куддалора (1783). Худ. Жан Мари Огюст Югеле

Во второй половине XVIII века наиболее популярным типом военного судна у французов становятся сравнительно быстроходные фрегаты, необходимые для крейсерских операций. Только во второй половине XVIII века во Франции было спущено на воду 102 фрегата, вооружённых 12-фунтовыми орудиями, наиболее известным из которых стал «La Belle Poule» («Прелестная курочка»), построенный в 1765 году в Бордо по удачному проекту инженера Леона Гиньяса. После того как 17 июня 1778 года «La Belle Poule» выдержал бой с английским фрегатом «Аретуза», он стал настолько популярным, что дамы при дворе королевы Марии-Антуанетты стали украшать свои головы модными причёсками в стиле «А la Belle Poule». На историческом фрегате «La Belle Poule» в 1771 году плавал и знаменитый мореплаватель граф Лаперуз (1741—1788)

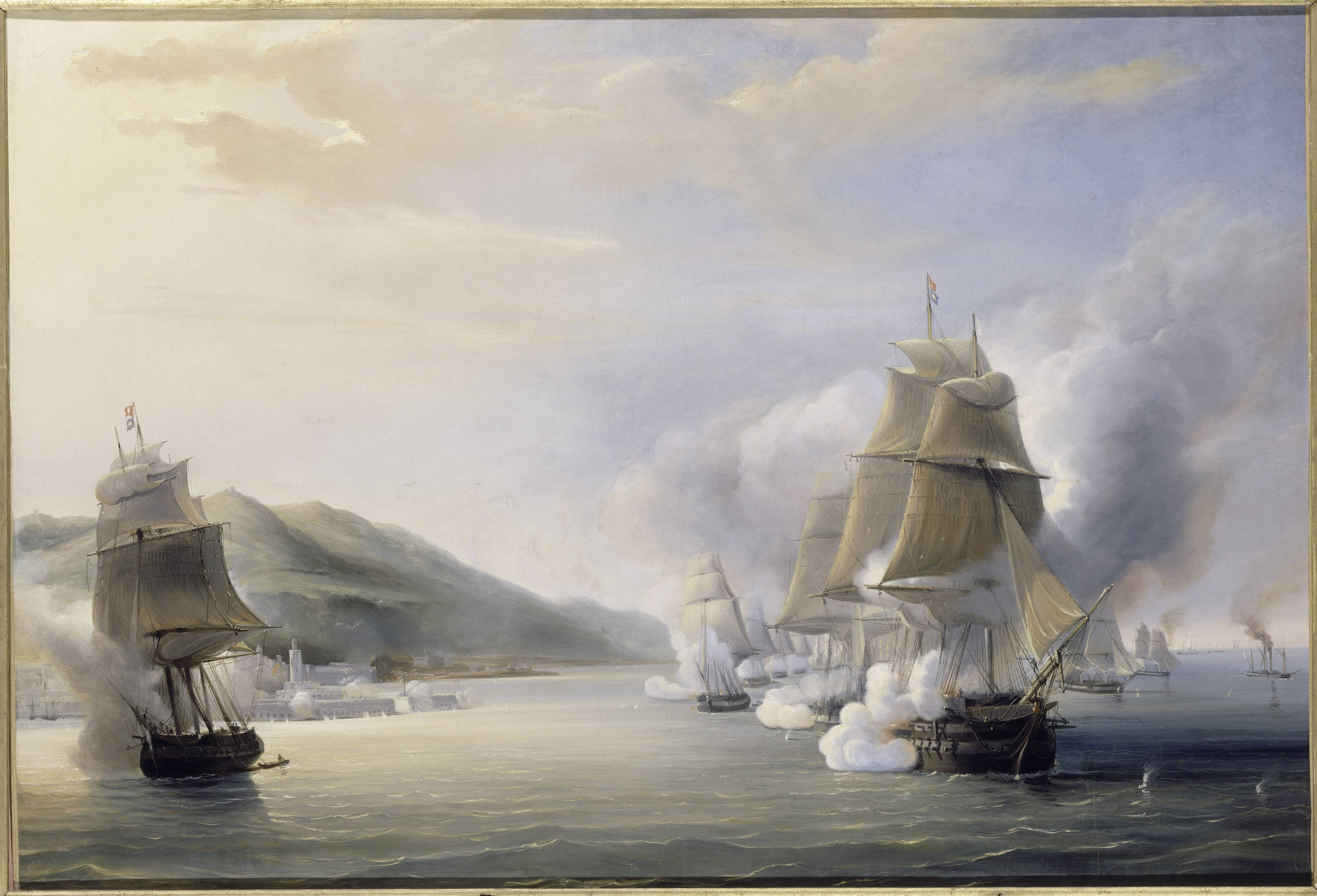
Бомбардировка французским флотом Алжира 3 июля 1830 года. Худ. Леон Морель-Фатио (1837)

В годы войны за независимость США, когда королевская Франция поддержала восставшие британские колонии, французский военный флот под командованием адмирала Пьера-Андре де Сюффрена одержал ряд побед над английским, в том числе в сражении в Ньюпортской бухте (1778), а затем нанёс последнему ряд серьёзных поражений в Индийском океане у Садраса (17 февраля 1782), у Провидьена (12 апреля 1782), у Негапатама (6 июля 1782), у Тринкомали (3 сентября 1782) и у Куддалора (20 июня 1783).

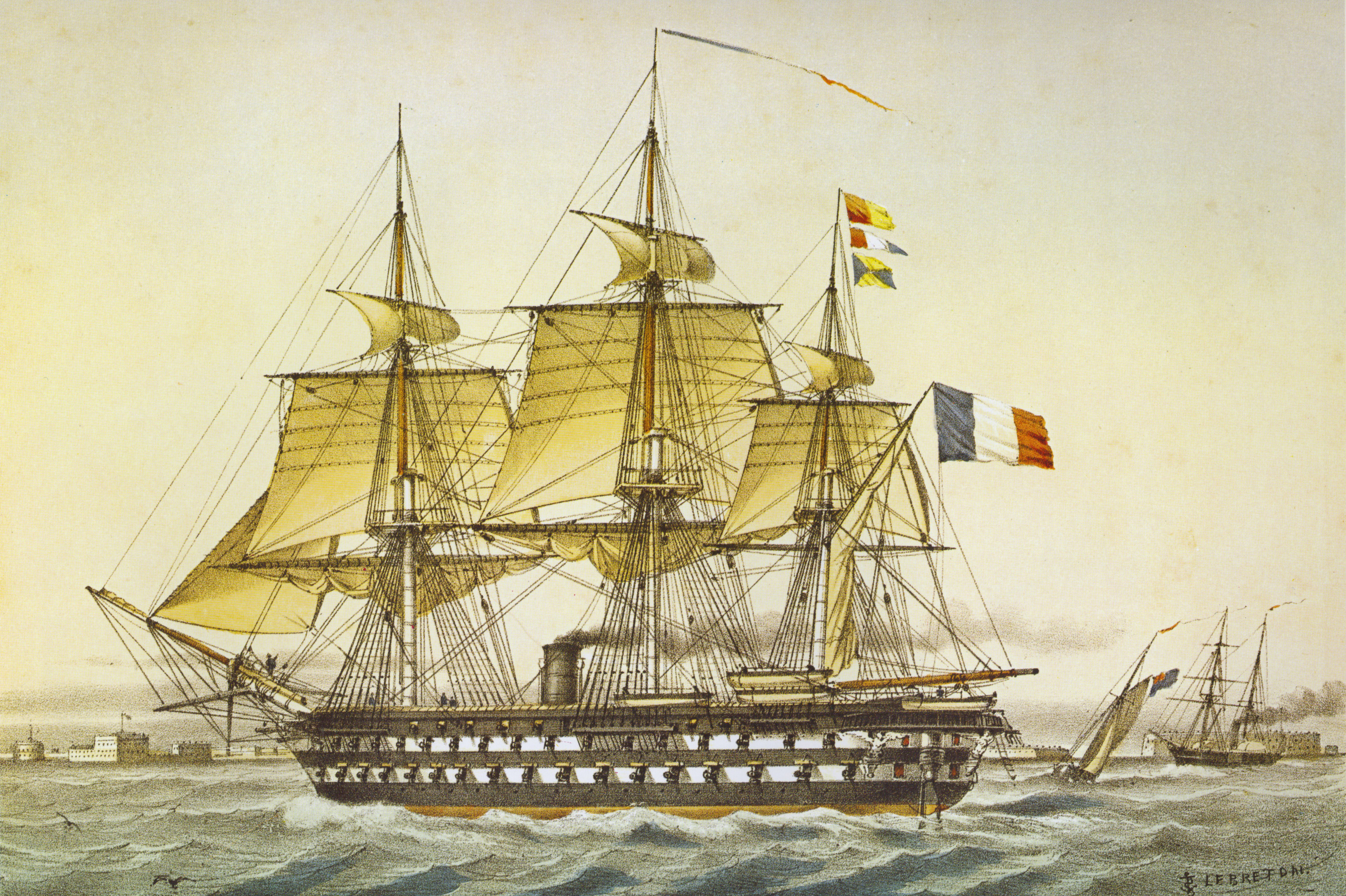
Линейный парусно-винтовой корабль «Аустерлиц» (1852). Худ. Луи Бретон

С началом Революции (1789) старый королевский флот фактически был упразднён и заменён флотом Французской Республики. Большинство офицерского корпуса и подготовленных кадров артиллеристов погибли во время Террора. После утраты значительной части французского флота в Трафальгарском сражении (1805), правительство Наполеона Бонапарта начало постепенное восстановление военно-морских сил империи, однако колоссальные затраты на сухопутные кампании помешали ему осуществить эти планы.

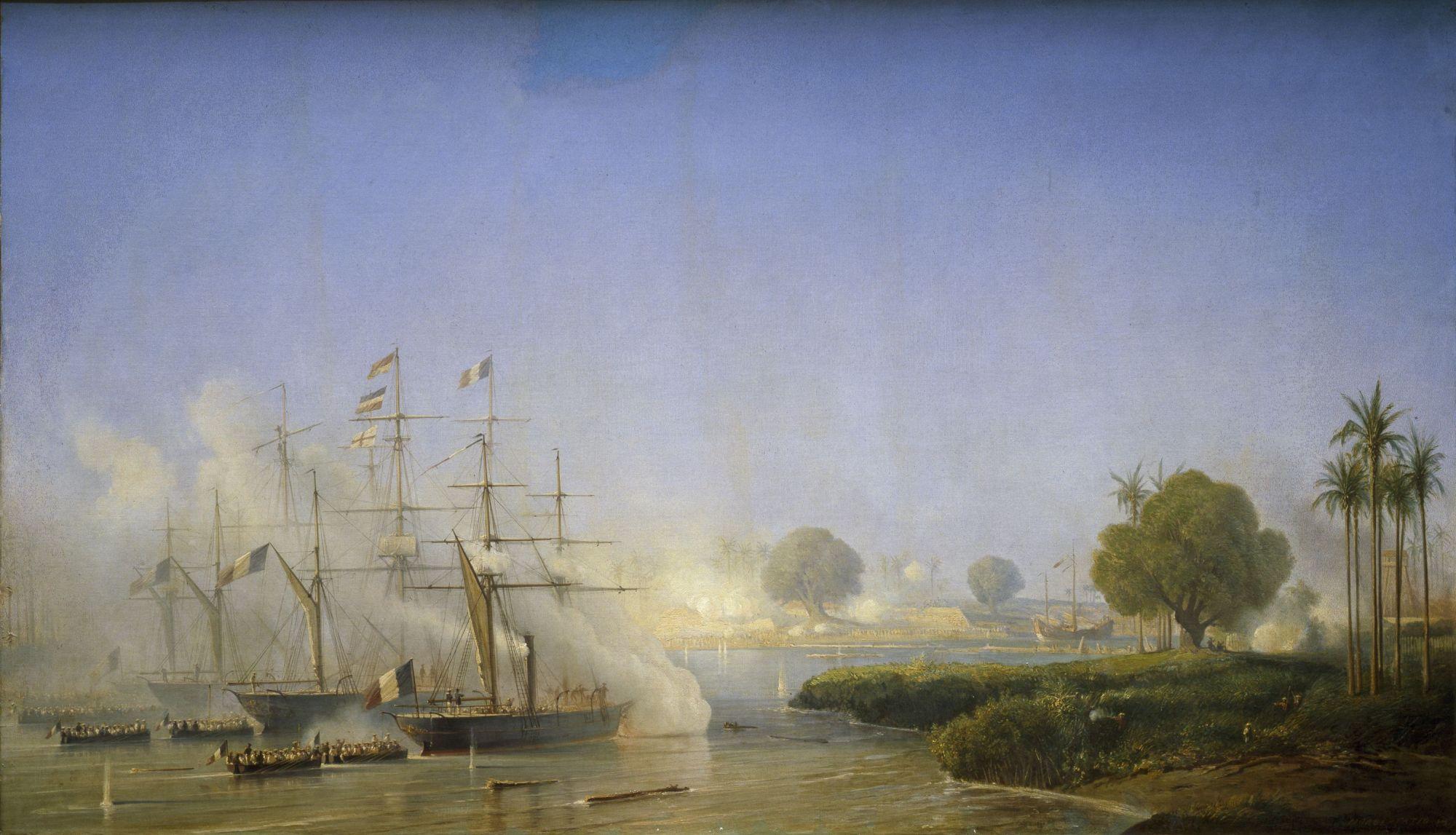
Захват французским флотом Сайгона 18 февраля 1859 года. Худ. Леон Морель-Фатио (1860)

В годы Июльской монархии (1830—1848), когда Франция вновь включилась в колониальный передел мира, начинается восстановление её парусного военного флота, необходимого как для охраны морской торговли и борьбы с пиратством, так и для удержания её заморских владений. С бомбардировки и захвата летом 1830 года французскими моряками Алжира началось постепенное завоевание этой страны (1830—1847). В 1841 году французскими корабелами построен был первый в истории боевой 20-пушечный колёсный пароходофрегат «Гомер».

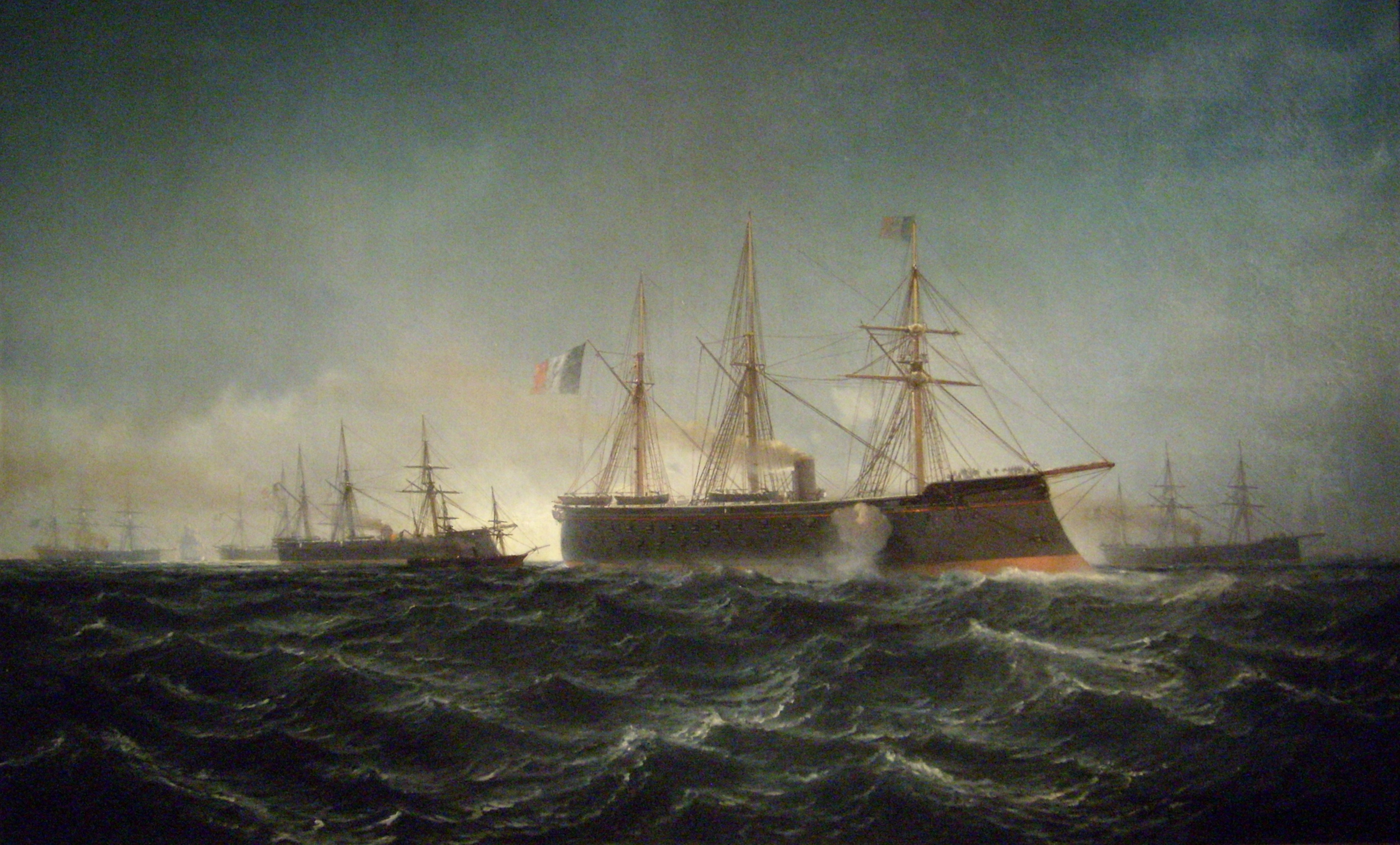
Батарейный броненосец «Мажента» (1864). Худ. Жан Батист Анри Дюран-Браже

Промышленное развитие Франции в период второй республики (1848—1852) и второй империи (1852—1870) позволило не только восстановить её былую военно-морскую мощь, но и технически опередить своего главного соперника — Великобританию. Так, в 1847 и 1855 годах были спущены на воду 120-пушечные четырёхдечные парусные линейные корабли «Вальми» и «Бретань». В 1852 году в строй вошёл 90-пушечный парусно-винтовой линейный корабль «Наполеон», а в 1858 году — первый в европейских военных флотах деревянный океанский броненосец «Глуар», спроектированные Дюпюи де Ломом.

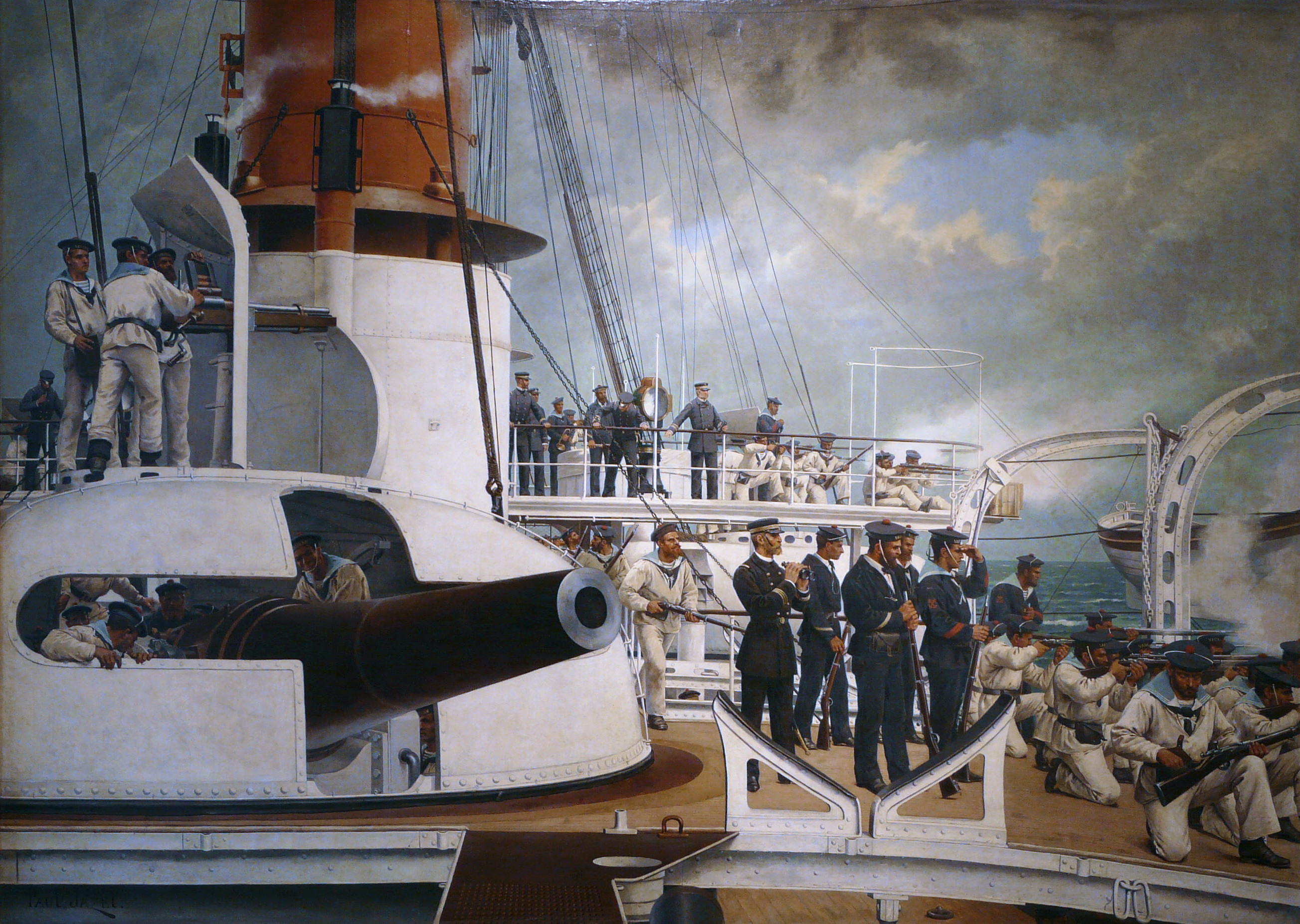
Экипаж барбетного броненосца «Вобан» на учениях. Худ. Поль-Леон Жазе (1880-е гг.)

Заметную роль сыграл военно-морской флот в захвате французами Кохинхины (1858—1862), второй франко-вьетнамской (1883—1886) и франко-китайской (1884—1885) колониальных войнах, а также военной экспедиции Наполеона III в Мексику (1861—1866). Специально для службы в колониях Дюпюи де Ломом во второй половине 1860-х годов спроектирована была серия батарейных броненосцев-стационеров третьего ранга типа «Альма», а во второй половине 1870-х — серия более крупных барбетных броненосцев второго ранга типа «Байард».

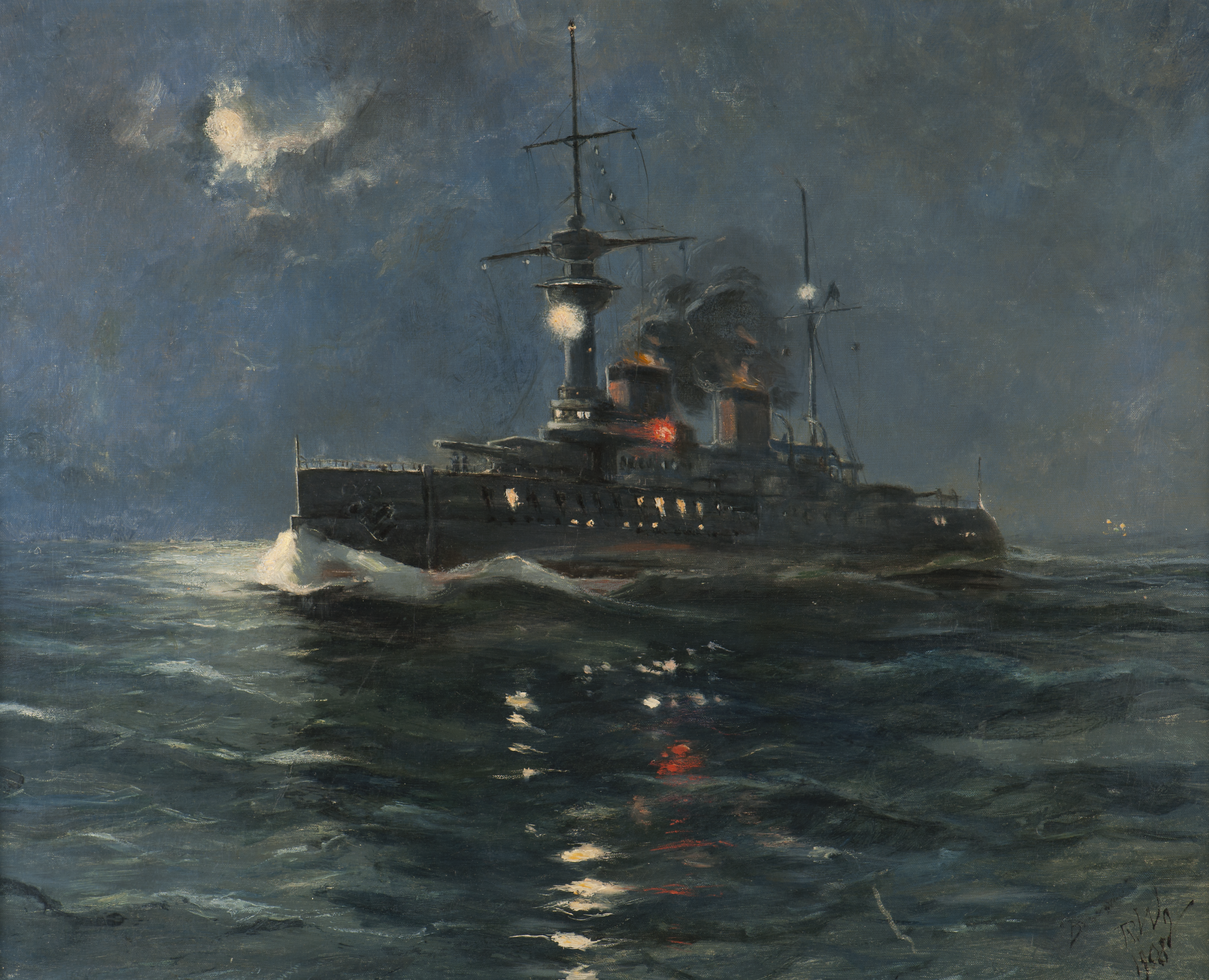
Башенный броненосец «Бреннус». Худ. Рауль Оскар Валленберг (1908)

Начавшееся в 1860-е годы морское соперничество с Британской империей, прозванное «второй Столетней войной», стимулировало ввод в строй всё новых и новых паровых броненосцев различных типов, ненадолго прерванное лишь неудачной для страны франко-прусской войной (1870—1871). Сложившаяся во второй половине XIX века оригинальная национальная школа броненосного кораблестроения Франции, представленная, в частности, известным конструктором Эмилем Бертеном, оказала существенное влияние на развитие не только российского императорского флота, но и императорского флота Японии накануне войны 1904—1905 годов.

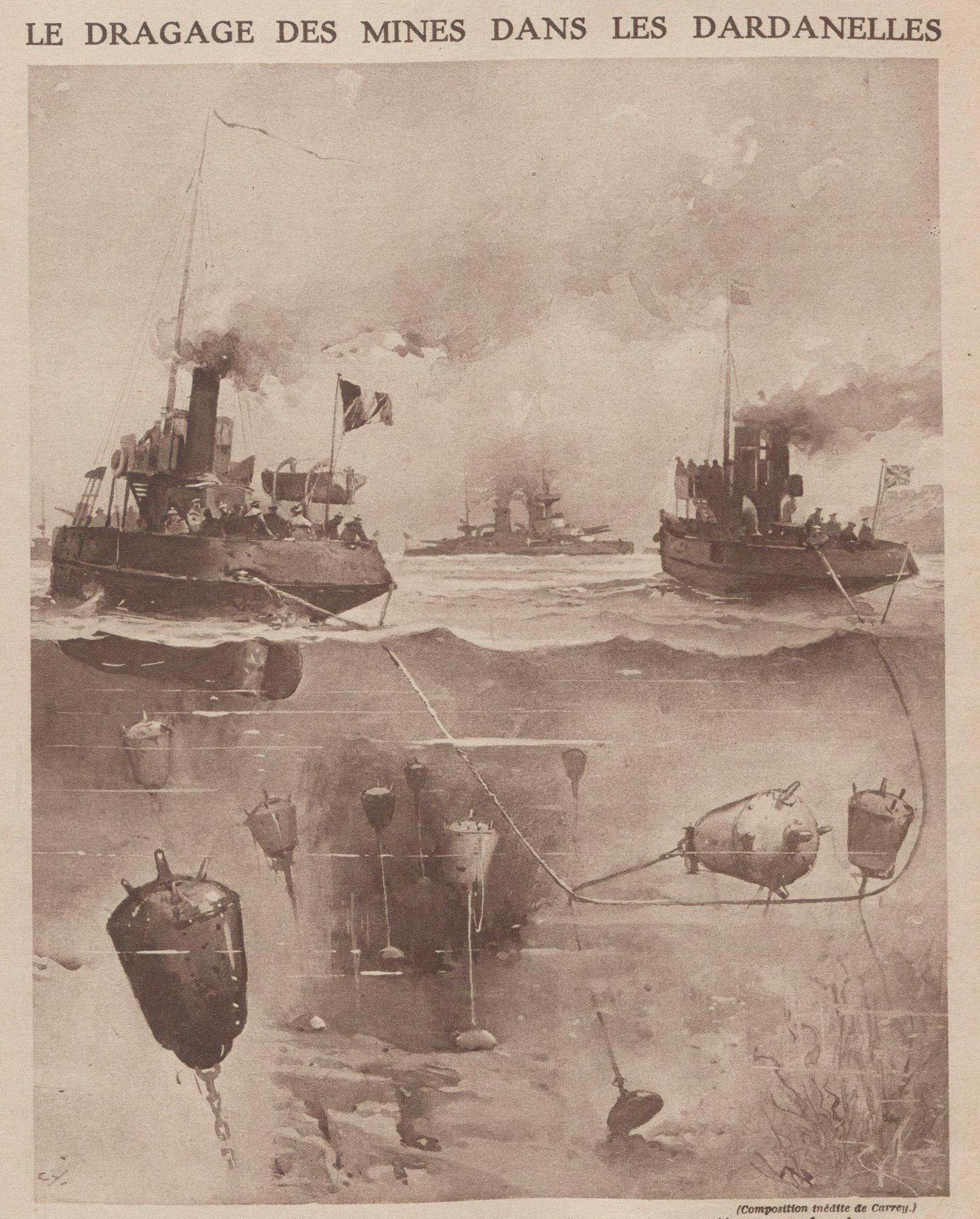
Траление мин в проливе Дарданеллы, в 1915 году, Британским и Французским флотами

Ещё в 1887 году во Франции была спущена на воду первая морская подводная лодка, или торпедная лодка «Жимнот» (фр. gymnote — угорь), а в 1900 году военно-морские силы Третьей республики получили на вооружение первую строевую подводную лодку «Сирена», тут же переименованную в честь своего конструктора Гюстава Зеде, погибшего при испытании предназначавшейся для неё пороховой торпеды. В 1901 году в строй вошла более совершенная подводная лодка «Нарвал», а затем субмарины типа «Морзе».
Накануне Первой мировой войны французский флот имел сравнительно немного современных боевых кораблей, хотя несколько новых серий линкоров и крейсеров было заложено уже в ходе неё. Основные усилия Франция предпринимала на суше, а Северное море контролировал британский флот, французский же действовал, главным образом, в Средиземном море, где его противниками были сравнительно маломощные австро-венгерский и турецкий флоты.
Корабли французского флота в составе сил Антанты участвовали в интервенции против Советской России, в ходе которой в апреле 1919 года на нескольких кораблях произошли восстания матросов. 3 мая 1920 у Очакова огнём артиллерийской батареи РККА была повреждена, загорелась и сдалась, подняв белый флаг, французская канонерка «Ла Скарп».
Послевоенные экономические трудности не позволили Франции быстро восстановить свои военно-морские силы в первой половине 1920-х годов, и лишь в 1926—1927 годах её флот получил первые крейсерские подводные лодки типа «Рокен», а в мае 1927 года на вооружение был принят первый в его истории авианосец «Беарн», перестроенный из одноимённого линкора типа «Нормандия». В конце 1920-х — первой половине 1930-х годов в строй вошли новейшие тяжёлые крейсера типа «Дюкень», «Сюффрен» и «Алжир» и лёгкие крейсера типа «Ла Галиссоньер», затем линкоры «Дюнкерк» (1937) и «Страсбург» (1939), а уже после установления коллаборационистского правительства Виши — уникальный по своей конструкции суперлинкор «Ришельё» (1940), оснащённый восемью 380-мм орудиями главного калибра, размещёнными в двух четырёхорудийных башнях. Он успешно участвовал в Сенегальской операции, освобождении Норвегии, а после войны — в эвакуации французских войск из Индокитая. В 1949 году флот получил однотипный линкор «Жан Бар», принимавший участие в Суэцком кризисе 1956 года.
В ходе Второй мировой войны, после капитуляции Франции, часть кораблей французского военно-морского флота была захвачена или затоплена Великобританией в ходе серии боевых операций, получивших условное наименование операция «Катапульта». 27 ноября 1942 года команды затопили 77 кораблей в гавани Тулона, чтобы не допустить их захвата немцами.
Холодная война

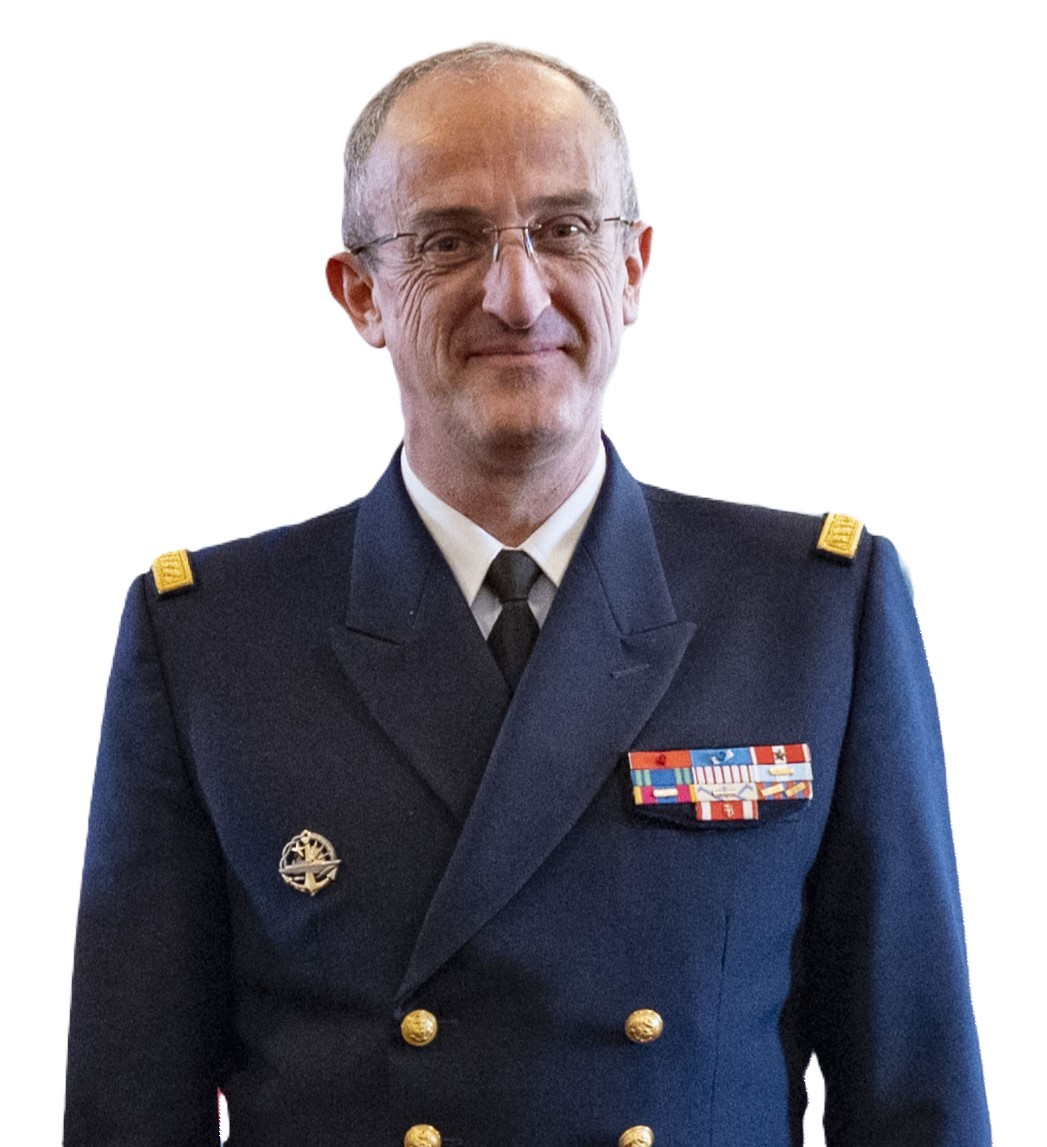
Командующий ВМС Франции адмирал Николя Вожур

В годы холодной войны ВМС Франции участвовали во множестве локальных конфликтов, в том числе во вторжении в Египет и алжирской войне.
В 1971 году эсминец ВМС Франции «Сюркуф» был потоплен протаранившим его советским танкером «Генерал Бочаров». Погибло 10 французских моряков.

## Командная структура

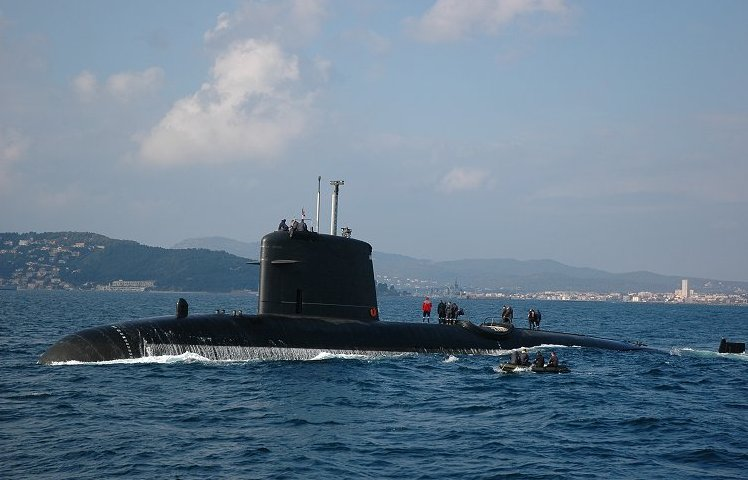
Многоцелевая АПЛ ВМС Франции «Касабланка» типа Рюби

Главное командование ВМС Франции, Париж
- Командование Атлантической зоны, Брест
- Командование Средиземноморской зоны, Тулон
- Командование зоны Ла-Манш и Северного моря, Шербур
- Командование Тихоокеанской зоны
- Командование зоны Индийского океана
- Командование зоны Антиллы-Гвиана.

## Организация
- Надводные силы

В состав Командования надводных сил входят все надводные корабли ВМС Франции. Численность командования более 12000 человек. Постоянные корабельные соединения в нём отсутствуют. Формирование временных соединений (корабельных групп) осуществляется по модульному принципу для решения конкретных задач. Руководство ими возложено на оперативные командования ВМС либо создаваемые на время операции национальные или многонациональные органы управления.
- Подводные силы
- Военно-морская авиация
- Силы специального назначения и морской пехоты

## Пункты базирования
База ВМФ Франции в Иль-Лонг.
- 3 в метрополии: Брест, Шербур-Октевиль и Тулон;
- 5 заморских: Деград-дес-Каннес (Французская Гвиана), Фор-де-Франс (Мартиника), Нумеа (Новая Каледония), Папеэте (Французская Полинезия), Порт-дес-Галетс (Реюньон).
- 1 Французское военное присутствие в ОАЭ.

## Боевой состав
По состоянию на 30 ноября 2023 года, в состав ВМС Франции входят следующие суда:

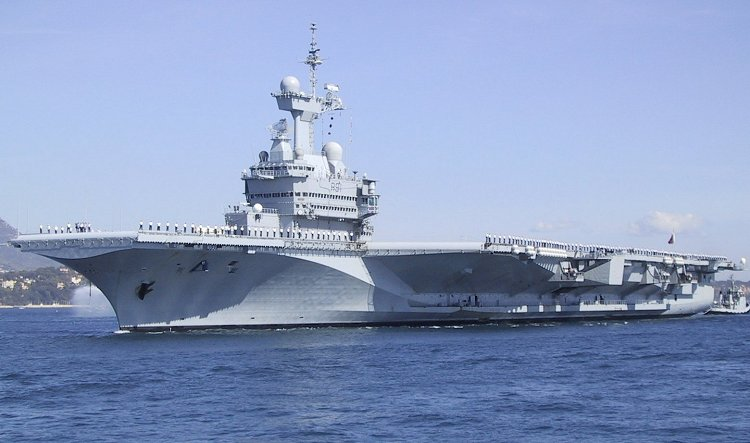
Авианосец типа «Шарль де Голль»

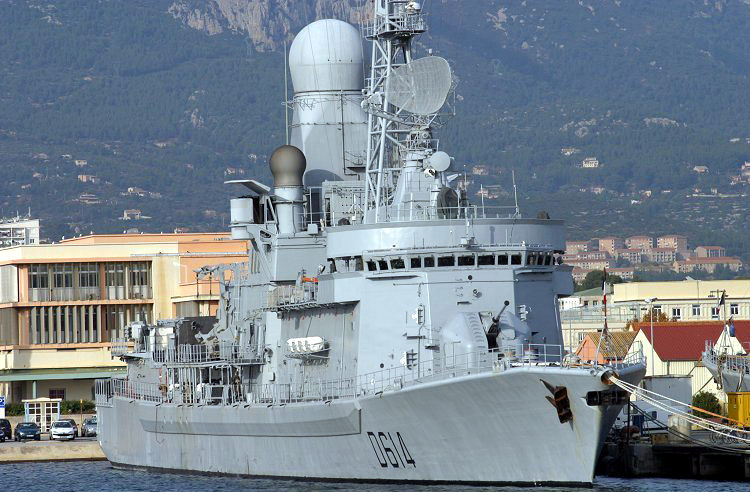
Эскадренные миноносцы типа «Кассар»

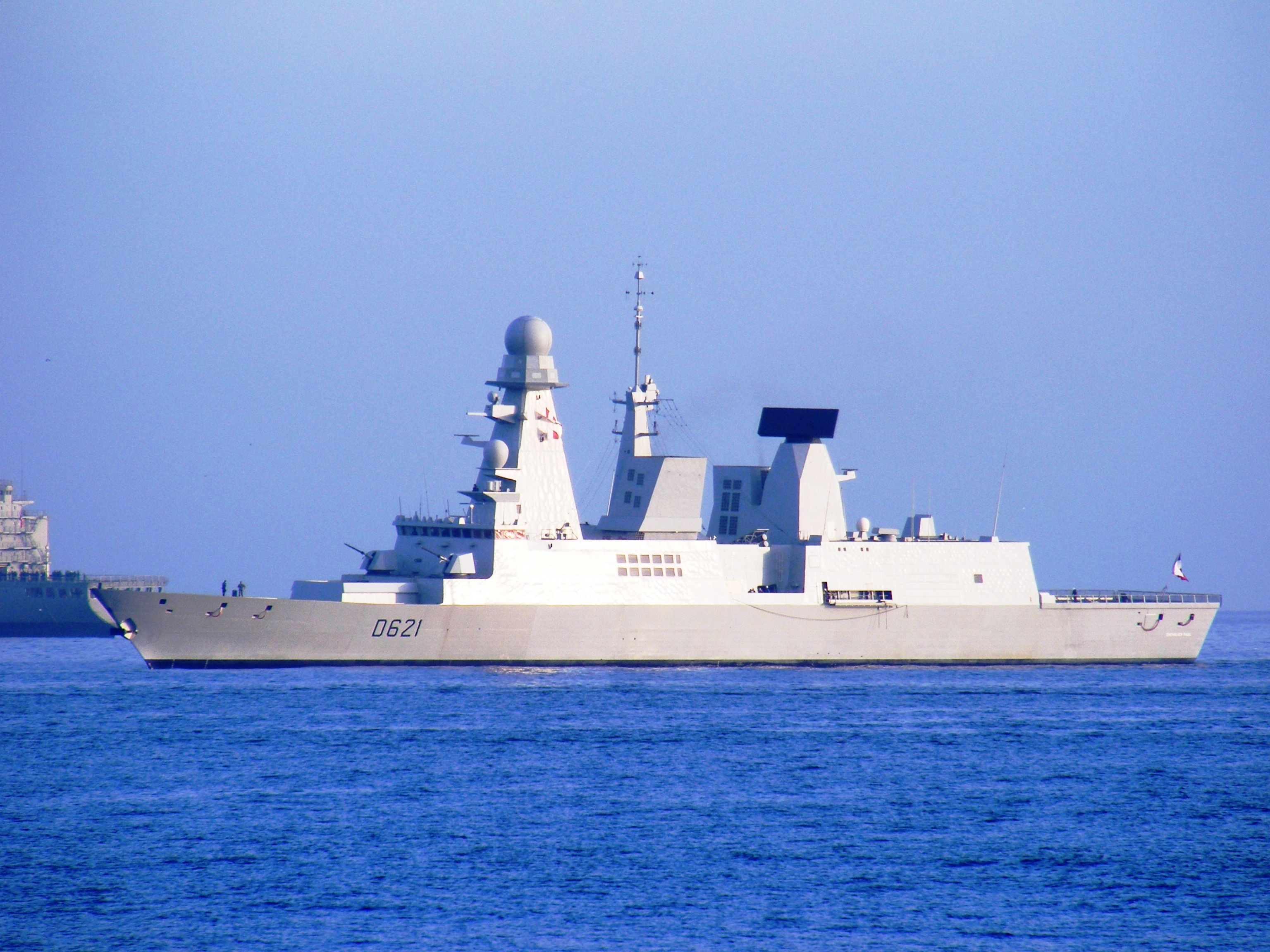
Фрегаты типа «Горизонт»

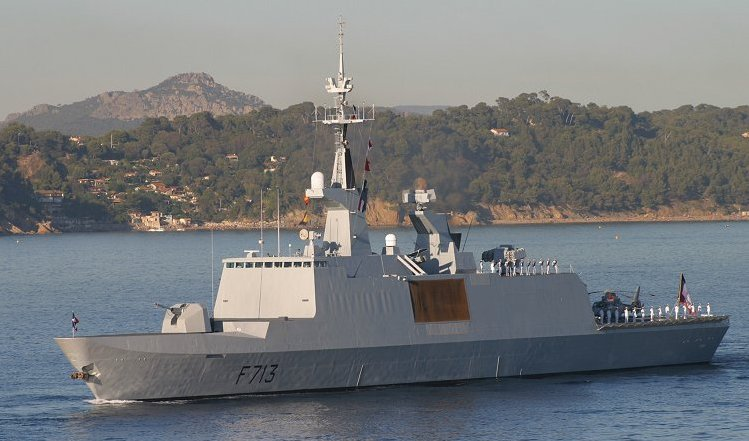
Фрегаты типа «Лафайет»

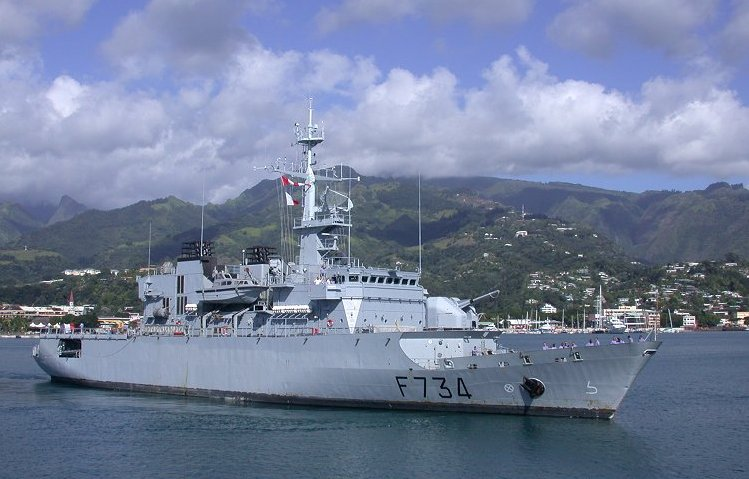
Фрегаты типа «Флореаль»

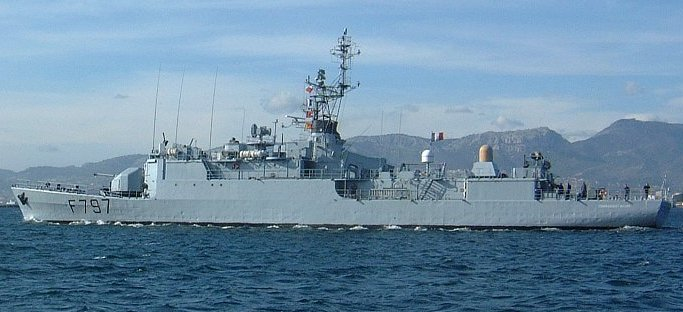
Корвет типа A69

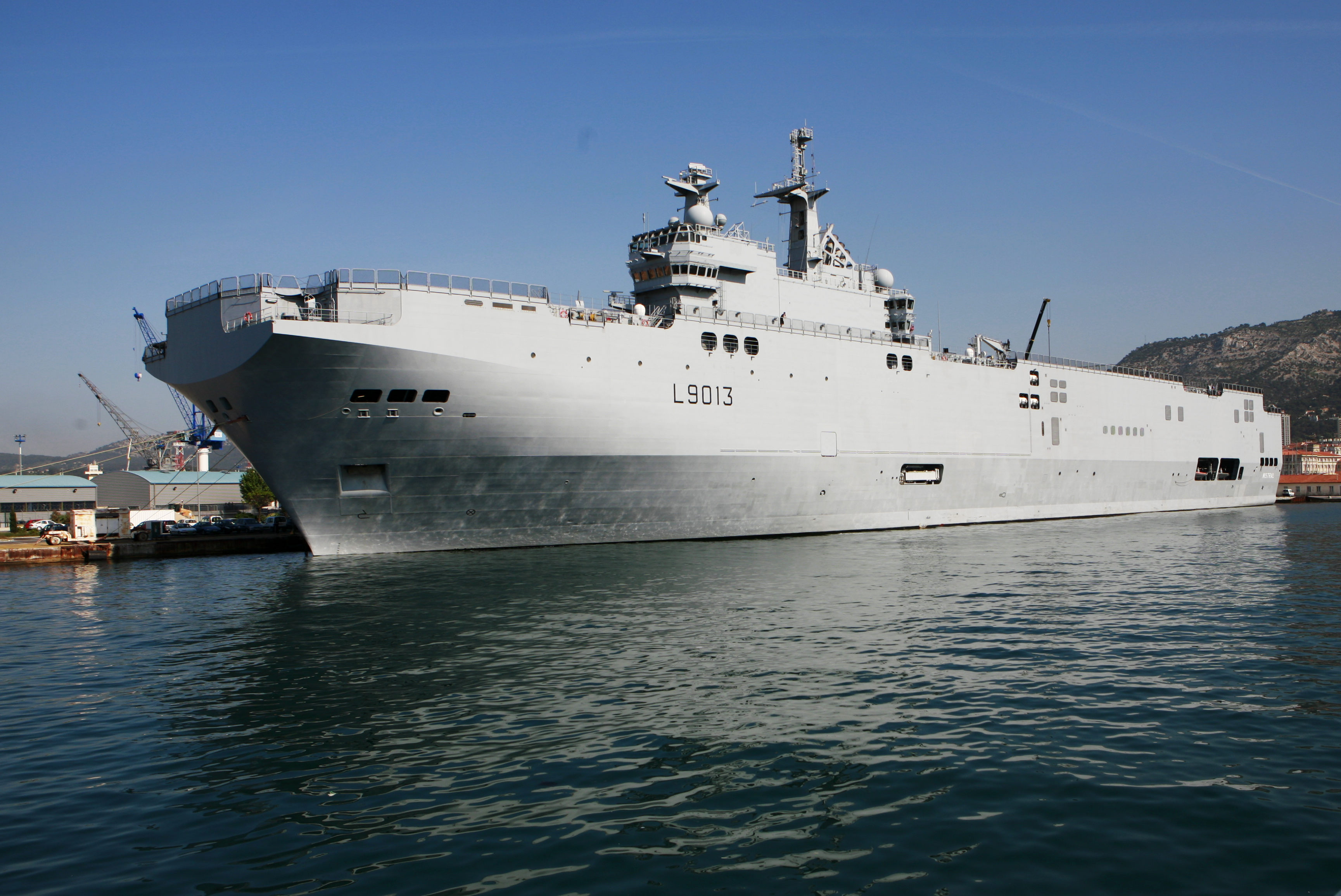
Десантные корабли типа «Мистраль»

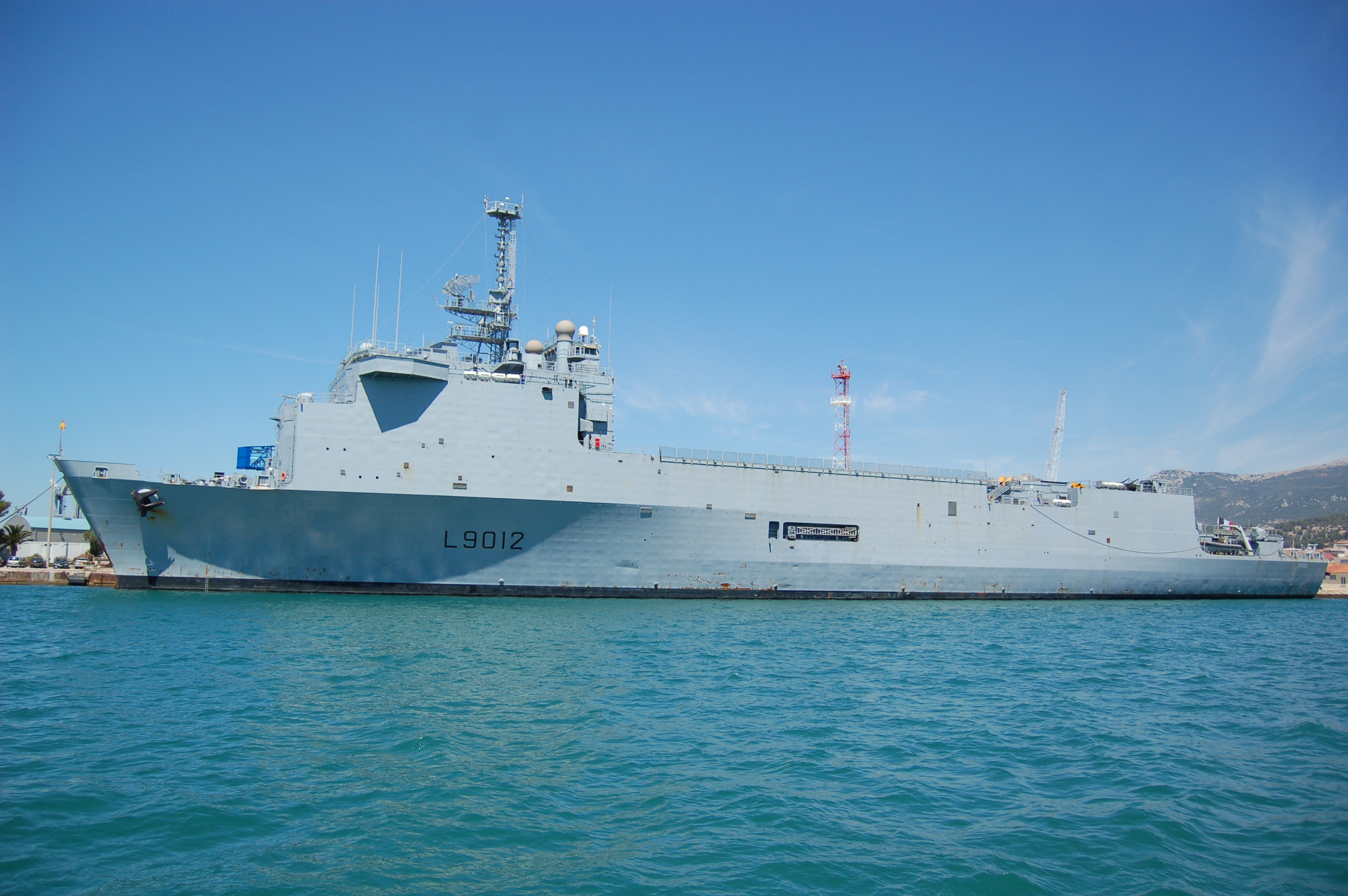
Десантные корабли типа Foudre

| Тип                                | Бортовой номер | Наименование                  | В составе флота с | Состояние | Примечания |
| Авианосцы                          | Авианосцы      | Авианосцы                     | Авианосцы         | Авианосцы | Авианосцы |
| ---------------------------------- | -------------- | ----------------------------- | ----------------- | --------- | --- |
| Авианосец типа «Шарль де Голль»    | R91            | Charles de Gaulle             | 18.05.2001        | В строю   | Флагман флота |
| Фрегаты                            |                |                               |                   |           | |
| Фрегаты типа «Горизонт»            | D620           | Forbin                        | 14.10.2010        | В строю   | |
| Фрегаты типа «Горизонт»            | D621           | Chevalier Paul                | 10.06.2011        | В строю   | |
| Фрегаты типа FREMM                 | D650           | Aquitaine                     | 02.12.2015        | В строю   | |
| Фрегаты типа FREMM                 | D652           | Provence                      | 09.06.2016        | В строю   | |
| Фрегаты типа FREMM                 | D653           | Languedoc                     | 04.07.2017        | В строю   | |
| Фрегаты типа FREMM                 | D654           | Auvergne                      | 22.08.2017        | В строю   | |
| Фрегаты типа FREMM                 | D655           | Bretagne                      | 18.07.2018        | В строю   | |
| Фрегаты типа FREMM                 | D651           | Normandie                     | 03.06.2020        | В строю   | |
| Фрегаты типа FREMM                 | D656           | Alsace                        | 16.04.2021        | В строю   | |
| Фрегаты типа FREMM                 | D657           | Lorraine                      | 13.11.2023        | В строю   | |
| Фрегаты типа «Лафайет»             | F710           | La Fayette                    | 22.03.1996        | В строю   | |
| Фрегаты типа «Лафайет»             | F711           | Surcouf                       | 22 марта 1996     | В строю   | |
| Фрегаты типа «Лафайет»             | F712           | Courbet                       | 01.04.1997        | В строю   | |
| Фрегаты типа «Лафайет»             | F713           | Aconit                        | 03.06.1999        | В строю   | |
| Фрегаты типа «Лафайет»             | F714           | Guépratte                     | 27.11.2001        | В строю   | |
| Фрегаты типа «Флореаль»            | F730           | Floréal                       | 25.07.1992        | В строю   | |
| Фрегаты типа «Флореаль»            | F731           | Prairial                      | 20.05.1992        | В строю   | |
| Фрегаты типа «Флореаль»            | F732           | Nivôse                        | 15.10.1992        | В строю   | |
| Фрегаты типа «Флореаль»            | F733           | Ventôse                       | 05.05.1993        | В строю   | |
| Фрегаты типа «Флореаль»            | F734           | Vendémiaire                   | 21.03.1993        | В строю   | |
| Фрегаты типа «Флореаль»            | F735           | Germinal                      | 17.05.1994        | В строю   | |
| Корветы                            |                |                               |                   |           | |
| Корветы типа «Д'Эстьен д'Орв»      | F792           | Premier maître l’Her          | 05.12.1981        | В строю   | |
| Корветы типа «Д'Эстьен д'Орв»      | F793           | Commandant Blaison            | 28.04.1982        | В строю   | |
| Корветы типа «Д'Эстьен д'Орв»      | F794           | Enseigne de vaisseau Jacoubet | 23 октября 1982   | В строю   | |
| Корветы типа «Д'Эстьен д'Орв»      | F795           | Commandant Ducuing            | 17.03.1983        | В строю   | |
| Корветы типа «Д'Эстьен д'Орв»      | F796           | Commandant Birot              | 14.03.1984        | В строю   | |
| Корветы типа «Д'Эстьен д'Орв»      | F797           | Commandant Bouan              | 31.10.1984        | В строю   | |
| Сторожевые корабли                 |                |                               |                   |           | |
| Сторожевые корабли типа Lapérouse  | P675           | Arago                         | 09.07.1991        | В строю   | |
| Сторожевые корабли типа OPV 54     | P676           | Flamant                       | 18.12.1997        | В строю   | |
| Сторожевые корабли типа OPV 54     | P677           | Cormoran                      | 29.10.1997        | В строю   | |
| Сторожевые корабли типа OPV 54     | P678           | Pluvier                       | 18.12.1997        | В строю   | |
| Сторожевые корабли типа Espadon 50 | P679           | Grèbe                         | 06.04.1991        | В строю   | |
| Сторожевые корабли типа Athos      | A 712          | Athos                         |                   |           | Переведён в состав Морской жандармерии |
| Сторожевые корабли типа Athos      | A 713          | Aramis                        |                   |           | Переведён в состав Морской жандармерии |
| Десантные корабли                  |                |                               |                   |           | |
| Десантные корабли типа «Мистраль»  | L9013          | Mistral                       | 18.12.2005        | В строю   | |
| Десантные корабли типа «Мистраль»  | L9014          | Tonnerre                      | 01.08.2007        | В строю   | |
| Десантные корабли типа «Мистраль»  | L9015          | Dixmude                       | 12.03.2012        | В строю   | |
| Подводные лодки                    |                |                               |                   |           | |
| ПЛАРБ типа «Триумфан»              | S616           | Le Triomphant                 | 21.03.1997        | В строю   | |
| ПЛАРБ типа «Триумфан»              | S617           | Le Téméraire                  | 23.12.1999        | В строю   | |
| ПЛАРБ типа «Триумфан»              | S618           | Le Vigilant                   | 26.11.2004        | В строю   | |
| ПЛАРБ типа «Триумфан»              | S619           | Le Terrible                   | 20.09.2010        | В строю   | |
| ПЛАМ типа Barracuda                | S635           | Suffren                       | 06.11.2020        | В строю   | |
| ПЛАМ типа Barracuda                | S636           | Duguay-Trouin                 | 10.08.2023        | В строю   | |
| ПЛАМ типа «Rubis»                  | S603           | Casabianca                    | 21.04.1987        | В строю   | |
| ПЛАМ типа «Rubis»                  | S604           | Émeraude                      | 15.09.1988        | В строю   | |
| ПЛАМ типа «Rubis»                  | S605           | Améthyste                     | 20.03.1992        | В строю   | |
| ПЛАМ типа «Rubis»                  | S606           | Perle                         | 07.07.1993        | В строю   | Находилась в ремонте после пожара 12.06.2020. Вместо сгоревшей, была приварена передняя часть ранее списанной лодки того же класса «Сапфир». В состав флота вернулась 30.06.2023 |

## Префикс кораблей и судов
Корабли и суда ВМФ Франции не имеют префикса по принадлежности к Военно-морским силам государства.

### Флаги должностных лиц

## Флаги кораблей и судов

флаг ВМФ Франции
Гюйс ВМФ Франции
Вымпел боевых кораблей

## Знаки различия

### Адмиралы и офицеры
| Категории       | Адмиралы Amiraux | Адмиралы Amiraux | Адмиралы Amiraux      | Адмиралы Amiraux | Адмиралы Amiraux | Старшие офицеры Officiers supérieurs | Старшие офицеры Officiers supérieurs | Старшие офицеры Officiers supérieurs | Младшие офицеры Officiers subalternes | Младшие офицеры Officiers subalternes | Младшие офицеры Officiers subalternes | Младшие офицеры Officiers subalternes | Младшие офицеры Officiers subalternes       |  |
| Код НАТО        | OF-10            | OF-9             | OF-8                  | OF-7             | OF-6             | OF-5                                 | OF-4                                 | OF-3                                 | OF-2                                  | OF-1                                  | OF-1                                  | OF(D)                                 | Student Officer                             |  |
| --------------- | ---------------- | ---------------- | --------------------- | ---------------- | ---------------- | ------------------------------------ | ------------------------------------ | ------------------------------------ | ------------------------------------- | ------------------------------------- | ------------------------------------- | ------------------------------------- | ------------------------------------------- |  |
| Погоны          |                  |                  |                       |                  |                  |                                      |                                      |                                      |                                       |                                       |                                       |                                       |                                             |  |
| Чин ВМС Франции | Amiral de France | Amiral           | Vice-amiral d’escadre | Vice- amiral     | Contre- amiral   | Capitaine de vaisseau                | Capitaine de frégate                 | Capitaine de corvette                | Lieutenant de vaisseau                | Enseigne de vaisseau de 1ère classe   | Enseigne de vaisseau de 2ème classe   | Aspirant                              | Élève-officier                              |  |
| Аббревиатура    | AF               | AL               | VAE                   | VA               | CA               | CV                                   | CF                                   | CC                                   | LV                                    | EV1                                   | EV2                                   | ASP                                   | EO                                          |  |
| Русский перевод | Адмирал Франции  | Адмирал          | Вице-адмирал эскадры  | Вице- адмирал    | Контр- адмирал   | Капитан ВМС                          | Капитан фрегата                      | Капитан корвета                      | Лейтенант ВМС                         | Мичман 1-го класса                    | Мичман 2-го класса                    | Аспирант                              | Курсант офицерского военно-морского училища |  |
| Звание ВС РФ    | —                | Адмирал флота    | Адмирал               | Вице-адмирал     | Контр- адмирал   | Капитан 1-го ранга                   | Капитан 2-го ранга                   | Капитан 3-го ранга                   | Капитан- лейтенант                    | Старший лейтенант                     | Лейтенант                             | Младший лейтенант                     | Курсант                                     |  |

### Унтер-офицеры и матросы
| Категории       | Старшие морские унтер-офицеры Officiers mariniers supérieurs | Старшие морские унтер-офицеры Officiers mariniers supérieurs | Старшие морские унтер-офицеры Officiers mariniers supérieurs | Младшие морские унтер-офицеры Officiers mariniers subalternes | Младшие морские унтер-офицеры Officiers mariniers subalternes | Младшие морские унтер-офицеры Officiers mariniers subalternes | Младшие морские унтер-офицеры Officiers mariniers subalternes | Младшие морские унтер-офицеры Officiers mariniers subalternes | Матросы Militaires du rang     | Матросы Militaires du rang     | Матросы Militaires du rang | Матросы Militaires du rang |
| Код НАТО        | OR-9                                                         | OR-9                                                         | OR-8                                                         | OR-7                                                          | OR-6                                                          | OR-5                                                          | -                                                             | -                                                             | OR-4                           | OR-3                           | OR-2                       | OR-1                       |
| --------------- | ------------------------------------------------------------ | ------------------------------------------------------------ | ------------------------------------------------------------ | ------------------------------------------------------------- | ------------------------------------------------------------- | ------------------------------------------------------------- | ------------------------------------------------------------- | ------------------------------------------------------------- | ------------------------------ | ------------------------------ | -------------------------- | -------------------------- |
|                 |                                                              |                                                              |                                                              | -                                                             |                                                               |                                                               |                                                               |                                                               |                                |                                |                            |                            |
| Чин ВМС Франции | Major                                                        | Maître principal                                             | Premier maître                                               | -                                                             | Maître                                                        | Second maître                                                 | Maistrancier ou Quartier-maître admissible                    | Élève maistrancier                                            | Quartier-maître de 1ère classe | Quartier-maître de 2ème classe | Matelot breveté            | Matelot                    |
| Аббревиатура    | MAJ                                                          | MP                                                           | PM                                                           | -                                                             | MT                                                            | SM                                                            | QMA                                                           | -                                                             | QM1                            | QM2                            | MO2 ou MO1                 | MO                         |
| Русский перевод | Майор                                                        | Главный старшина                                             | Первый старшина                                              |                                                               | Старшина                                                      | Второй старшина                                               | Квартирмейстер на унтер-офицерской должности                  | Курсант унтер-офицерского военно-морского училища             | Квартирмейстер 1-го класса     | Квартирмейстер 2-го класса     | Обученный матрос           | Матрос                     |
| Звание ВС РФ    | Старший мичман                                               | Мичман                                                       | Главный корабельный старшина                                 | Главный старшина                                              | Старшина 1-й статьи                                           | Старшина 2-й статьи                                           | -                                                             | -                                                             | Старший матрос                 | Матрос                         | Матрос                     | Матрос                     |